# Szahba (Hama)
Szahba (arab. شهبا) – wieś w Syrii, w muhafazie Hama. W 2004 roku liczyła 833 mieszkańców.